# Chão de Couce
Chão de Couce est une freguesia portugaise située dans le District de Leiria.
Avec une superficie de 25,10 km2 et une population de 2 349 habitants (2001), la paroisse possède une densité de 93,6 hab/km2.